# Öjebyn
Öjebyn is een kerkdorp gelegen in de Zweedse plaats Piteå.
Vroeger een zelfstandig dorp, en nu een stadsdeel en wijk van Piteå waarvan het van de 15e tot de 17e eeuw het centrum vormde tot een brand in juli 1666 de plaats grotendeels verwoestte en een nieuw stadscentrum zuidelijker werd opgebouwd.
Het kerkdorp wordt gevormd door houten huisjes rond een stenen kerk, Öjeby kerk, met een klokkentoren gebouwd in de late Middeleeuwen.
Öjebyn is de thuisbasis van 's werelds enige Paltzeria. Het serveert verschillende variëteiten van pitepalt, de culinaire palt-specialiteit van het gebied. 
In Öjebyn is ook de meest noordelijke van de twintig experimentele boerderijen en onderzoekscentra van de Zweedse Universiteit voor Landbouwwetenschappen gevestigd.

## Solanderpark
Solanderparken is gevestigd in het centrum van Öjebyn en werd op 1 juli 2000 ingehuldigd door gouverneur Kari Marklund. Het park is gebouwd en betaald door de Solander Association ter ere van de nagedachtenis van de in 1733 hier geboren en wereldbekende botanicus Daniel Solander. Solander werd geboren in Kaplansgården, direct naast de plaats waar het park nu gebouwd is gelegen. 
Het park van ongeveer 2000 vierkante meter is ontworpen door landschapsarchitecte Irma Johansson-Öberg. In het park is het monument "Solanders stenar" opgericht. Het monument bestaat uit een golfvormige rotsblok (afkomstig van het lokale gesteente) met een bol en symboliseert Solander's reizen op de oceanen. Het monument is ontworpen door kunstenaar Sture Berglund in samenwerking met de steenhouwer Sven-Erik Bryggman.